# Dono Doni

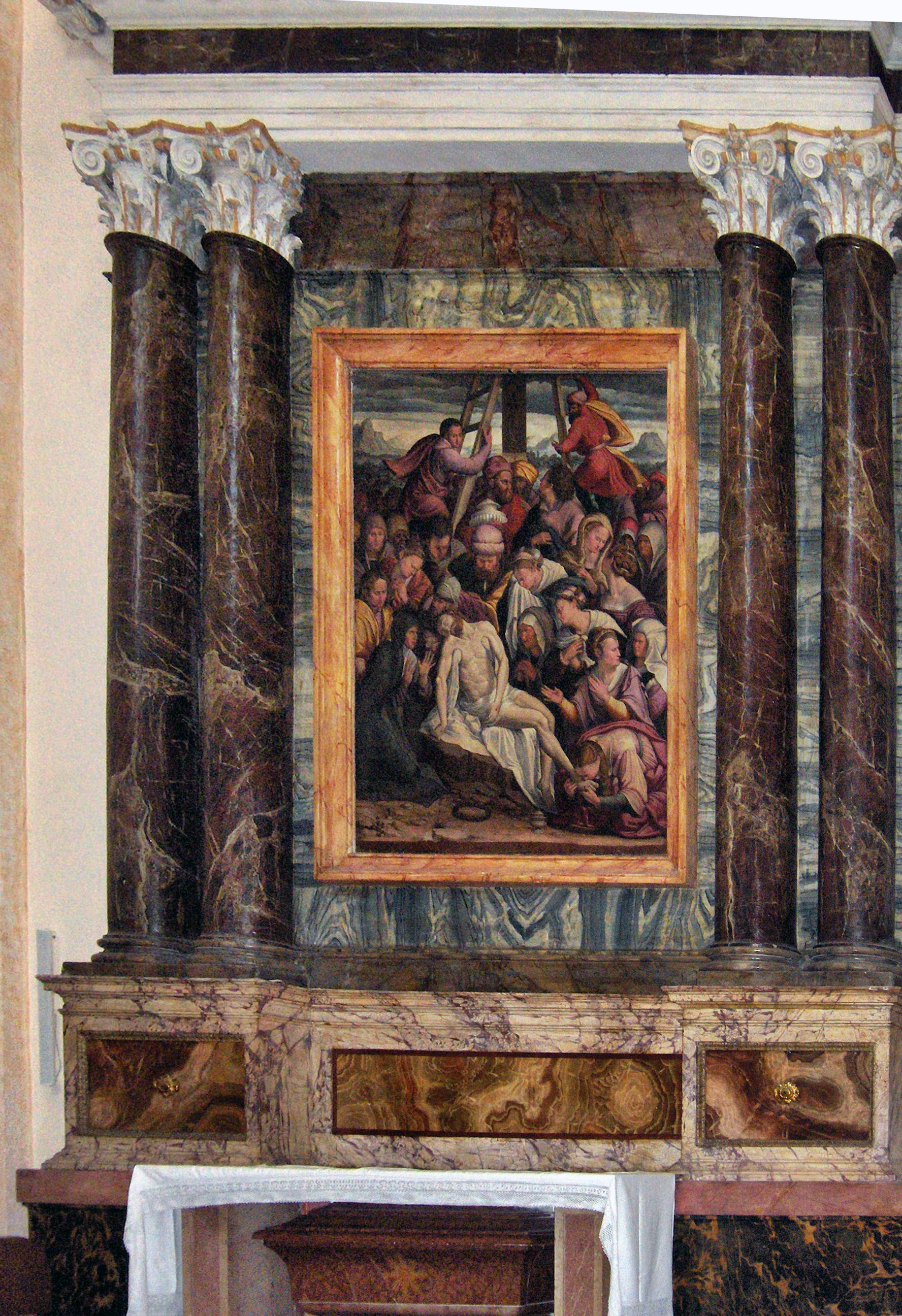
Beweinung Christi in San Rufino in Assisi

Dono Doni (auch Adone Doni; * nach 1500 in Assisi; † 1575 ebenda) war ein berühmter italienischer Maler der Renaissance. Er entstammte einer Künstlerfamilie und war hauptsächlich in Umbrien (Foligno, Gubbio, Spoleto, Perugia, Spello und Assisi) tätig. 
Laut Ludovico di Pietralunga erhielt er seine Ausbildung bei Giovanni di Pietro, genannt Lo Spagna. 1530 erhält er einen Geldbetrag dokumentiert durch Quittung für Freskengemälde in S. Giacomo bei Spoleto, im selben Jahr ist er auch in Assisi im Palazzo Pubblico tätig. Danach erhält er noch zahlreiche Aufträge. 
Im Jahr 1550 ist er in Rom und malt dort in der Kirche SS Giovanni e Paolo al Celio eine Madonna mit Heiligen. Im selben Jahr malt er Das letzte Abendmahl im Speisesaal des Klosters San Francesco in Assisi. Ein weiteres Werk, die Unbefleckte Empfängnis malt er für die Kirche S. Francesco in Perugia (heute in der Pinacoteca Nazionale). Von 1561 bis 1562 bemalt er einige Kirchenfenster in der Basilika San Francesco in Assisi, in der er auch noch Fresken malt (in der Kapelle des Hl. Stephanus). Bilder von ihm finden sich ferner in der Basilika Santa Maria degli Angeli (Assisi) (Kreuzigung), in der Kathedrale San Rufino (Jesus Christus in Glorie mit Heiligen und Beweinung Christi), im Kloster S. Anna in Foligno (Geburt Christi), im Dom zu Gubbio (Gang nach Golgatha), in der Rocca Paolina in Perugia (Geschichte des Hl. Paulus von Tarsus), im Dom zu Terni (Gang nach Golgatha), und etlichen anderen Plätzen in Spello und Spoleto.